# ウルグ・ベク (小惑星)
ウルグ・ベク (2439 Ulugbek) は、小惑星帯に位置する小惑星。ロシア人の天文学者ニコライ・チェルヌイフがクリミア天体物理天文台で発見した。
ティムール朝の第4代君主で、「天文表」を著すなど天文学者や歴史家としての業績もあるウルグ・ベクから命名された。